# Чемпіонат світу з кросу 2010
Чемпіонат світу з кросу 2010 був проведений 28 березня в Бидгощі.
Місце кожної країни у командному заліку у кожному забігу визначалося сумою місць, які посіли перші четверо спортсменів цієї країни.

## Чоловіки
| Першість | Золото                                                                                  | Золото                  | Срібло | Срібло                | Бронза                                                                                           | Бронза                  |
| -------- | --------------------------------------------------------------------------------------- | ----------------------- | --- | --------------------- | ------------------------------------------------------------------------------------------------ | ----------------------- |
| Особиста | Джозеф Ебуя Кенія                                                                       | 33.00                   | Теклемаріам Медхін Еритрея                                                                                             | 33.06                 | Мозес Кіпсіро Уганда                                                                             | 33.10                   |
| Командна | КеніяДжозеф Ебуя Леонард Комон Річард Матеєлонг Пол Тануї Хосея Мачаріньянг Лукас Ротіч | 20 очок1 4 7 8 (9) (18) | ЕритреяТеклемаріам Медхін Самуель Цегай Кідане Тадесе Кіфлом Слум Велдемічаель Тесфайоганнес Месфен Тевельде Естіфанос | 442 5 14 23 (33) (37) | ЕфіопіяГебрегзіабхер Гебремаріам Абера Кума Месфін Алему Азмерау Бекеле Аєле Абшеро Феїса Лілеса | 6610 16 19 21 (24) (25) |

| Першість | Золото                                                                              | Золото                  | Срібло                                                                                            | Срібло               | Бронза                                                                | Бронза            |
| -------- | ----------------------------------------------------------------------------------- | ----------------------- | ------------------------------------------------------------------------------------------------- | -------------------- | --------------------------------------------------------------------- | ----------------- |
| Особиста | Калеб Ндіку Кенія                                                                   | 22.07                   | Клемент Лангат Кенія                                                                              | 22.09                | Джафет Корір Кенія                                                    | 22.12             |
| Командна | КеніяКалеб Ндіку Клемент Лангат Джафет Корір Ісая Коеч Гідеон Кіпкетер Чарльз Кібет | 10 очок1 2 3 4 (8) (11) | ЕфіопіяДебебе Толосса Гашау Біфту Гебрецадік Адхана Белете Ассефа Йокебер Баябель Мосінет Геремеу | 326 7 9 10 (14) (16) | УгандаМозес Кібет Тімоті Тороїтіч Томас Аєко Алекс Чероп Соєкво Кібет | 565 13 18 20 (24) |

## Жінки
| Першість | Золото                                                                                   | Золото                   | Срібло                                                                                         | Срібло             | Бронза                                                                                  | Бронза                  |
| -------- | ---------------------------------------------------------------------------------------- | ------------------------ | ---------------------------------------------------------------------------------------------- | ------------------ | --------------------------------------------------------------------------------------- | ----------------------- |
| Особиста | Емілі Чебет Кенія                                                                        | 24.19                    | Лінет Масаї Кенія                                                                              | 24.20              | Меселеx Мелкаму Ефіопія                                                                 | 24.26                   |
| Командна | КеніяЕмілі Чебет Лінет Масаї Лінет Чепкуруї Маргарет Муріукі Ханна Гатеру Гледіс Чемвено | 14 очок1 2 5 6 (13) (14) | ЕфіопіяМеселеч Мелкаму Тірунеш Дібаба Фейсе Тадессе Маміку Даска Воркнеш Кідане Абебеч Афеворк | 223 4 7 8 (9) (18) | СШАШелейн Фленеген Моллі Гаддл Магдалена Леві Буле Еймі Гастінгс Рене Бейлі Емілі Браун | 7612 19 20 25 (38) (41) |

| Першість | Золото                                                                                     | Золото                   | Срібло                                                                                        | Срібло               | Бронза                                                                     | Бронза             |
| -------- | ------------------------------------------------------------------------------------------ | ------------------------ | --------------------------------------------------------------------------------------------- | -------------------- | -------------------------------------------------------------------------- | ------------------ |
| Особиста | Мерсі Чероно Кенія                                                                         | 18.47                    | П'юріті Ріоноріпо Кенія                                                                       | 18.54                | Естер Чемтаї Кенія                                                         | 18.55              |
| Командна | КеніяМерсі Чероно П'юріті Ріоноріпо Естер Чемтаї Фейт Кіп'єгон Неллі Нгеїйво Еліс Навовуна | 10 очок2 3 5 8 (10) (16) | ЕфіопіяГенет Аялев Емебет Антенех Афера Годфрай Гензебе Дібаба Меріма Мохаммед Ваганеш Мекаша | 305 6 8 11 (12) (13) | УгандаАннет Негеса Ребекка Чептегеї Віола Чемос Лінет Чебет Мерсі Челангат | 8114 15 25 27 (37) |

## Медальний залік
| Місце               | Країна              | Золото | Срібло | Бронза | Загалом |
| ------------------- | ------------------- | ------ | ------ | ------ | ------- |
| 1                   | Кенія               | 8      | 3      | 2      | 13      |
| 2                   | Ефіопія             | 0      | 3      | 2      | 5       |
| 3                   | Еритрея             | 0      | 2      | 0      | 2       |
| 4                   | Уганда              | 0      | 0      | 3      | 3       |
| 5                   | США                 | 0      | 0      | 1      | 1       |
| Загалом (5 збірних) | Загалом (5 збірних) | 8      | 8      | 8      | 24      |

## Українці на чемпіонаті
П'ятий чемпіонат поспіль українські кросмени участі в світовій першості з кросу не брали.

## Відео
- Підсумки чемпіонату на YouTube